# Леука, Павел Витальевич
Павел Витальевич Леука (род. 15 мая 2003, Сургут, Тюменская область) — российский хоккеист, нападающий.

## Биография
Начинал заниматься хоккеем в Сургуте — «Нефтяник» (до 2015 года), «Олимпиец». С 2018 года — в системе омского «Авангарда». В сезонах 2020/21 — 2022/23 — игрок команды МХЛ «Омские ястребы». С сезона 2021/22 — в команде ВХЛ «Омские крылья». В сезоне-2024/25 дебютировал в КХЛ в составе «Авангарда».